# Bayswater Road
Pour les articles homonymes, voir Bayswater.
Bayswater Road est une rue de la ville de Londres, Royaume-Uni.

## Situation et accès
Elle est située dans la Cité de Westminster. Elle commence à proximité de Notting Hill Gate et longe le nord de Kensington Gardens et Hyde Park, avant de rejoindre Marble Arch à l'est et d'être prolongée par Oxford Street.
Elle suit une partie d'une voie romaine, qui permettait de relier Londinium à Calleva Atrebatum.
Elle est desservie par la ligne  Central aux stations Notting Hill Gate (ouest), Queensway (centre), Lancaster Gate (centre) et Marble Arch (est). La ligne suit la rue sur une partie de son cours souterrain.

## Origine du nom
La rue doit son nom au fait qu'elle traverse Bayswater.

## Bâtiments remarquables et lieux de mémoire
- Hilton London Hyde Park